# Glyphotaelius persicus
Glyphotaelius persicus är en nattsländeart som beskrevs av Mclachlan 1874. Glyphotaelius persicus ingår i släktet Glyphotaelius och familjen husmasknattsländor. Inga underarter finns listade i Catalogue of Life.